# Granholmens naturreservat, Värmdö kommun
Granholmens naturreservat är ett naturreservat i Värmdö kommun i Stockholms län.
Området är naturskyddat sedan 1978 och är 33 hektar stort. Reservatet omfattar en udde på nordvästra delen av Granholmen. Reservatet består av betesmark och lövskog med inslag av ädellövträd.